# Terrifier
Terrifier är en amerikansk independent slasherfilm från 2016, skriven och regisserad av Damien Leone. Filmens huvudroller spelas av Jenna Kanell, Samantha Scaffidi, David Howard Thornton och Catherine Corcoran. Filmen handlar om festande Tara Heyes (Kanell) och hennes syster Victoria (Scaffidi), som blir måltavlor för den gåtfulla seriemördaren som bara är känd som Art the Clown (Thornton) under Halloweenkvällen.
Filmen är den första som centreras på Art the Clown, andra långfilmen som inkluderar karaktären (efter episodfilmen All Hallows' Eve), fjärde filmen och femte delen totalt (efter två kortfilmer och en episodfilm) i filmserien Terrifier.
Leone spelade in Terrifier med en låg budget på 35 000 dollar.